# Med kjærlig hilsen
Med Kjærlig Hilsen er et TV-program fra 1991. Programmet havde Birthe Kjær som værtinde. I hvert afsnit havde hun kendte gæster som optrådte.
| Fjernsyn | Spire Denne artikel om et tv-program er en spire som bør udbygges. Du er velkommen til at hjælpe Wikipedia ved at udvide den. |